# Rusland op het Europees kampioenschap voetbal 2012
Rusland was een van de deelnemende landen aan het Europees kampioenschap voetbal 2012 in Polen en Oekraïne. Het was de vierde deelname voor het land. Rusland kwalificeerde zich voor het vorige EK in Zwitserland en Oostenrijk (in 2008). Het eindigde daar in de halve finale waar het met 0-3 verloor van Spanje, de uiteindelijke winnaar. De bondscoach is Dick Advocaat. Op 6 juni 2012 stond Rusland op de 13e plaats op de FIFA-wereldranglijst, achter Italië.

## Kwalificatie
Rusland was een van de 51 leden van de UEFA die zich inschreef voor de kwalificatie voor het EK 2012. Twee van die leden, Polen en Oekraïne, waren als organiserende landen al geplaatst. Rusland werd als groepshoofd ingedeeld in groep B, samen met Slowakije (uit pot 2), Ierland (uit pot 3), Macedonië (uit pot 4), Armenië (uit pot 5) en Andorra (uit pot 6). De nummers 1 en 2 uit elke poule kwalificeerde zich direct voor het Europees kampioenschap. Rusland speelde tien kwalificatiewedstrijden, tegen elke tegenstander twee. In deze reeks scoorde het elftal 17 keer en kreeg 4 tegendoelpunten.

### Wedstrijden
|                                                                     |         |                                                  |         |                                                                                       |
| 3 september 2010 EK-kwalificatie № 195 «onderlinge duels» 18:30 uur | Andorra | 0 – 2                                            | Rusland | Estadi Comunal, Andorra la Vella Toeschouwers: 1.100 Scheidsrechter: Marco Borg (MLT) |
| 3 september 2010 EK-kwalificatie № 195 «onderlinge duels» 18:30 uur |         | 14' Pavel Pogrebnjak 64' (pen.) Pavel Pogrebnjak |         | Estadi Comunal, Andorra la Vella Toeschouwers: 1.100 Scheidsrechter: Marco Borg (MLT) |

|                                                                     |         |                    |           |                                                                                         |
| 7 september 2010 EK-kwalificatie № 196 «onderlinge duels» 17:00 uur | Rusland | 0 – 1              | Slowakije | Lokomotiv Stadion, Moskou Toeschouwers: 27.052 Scheidsrechter: Frank De Bleeckere (BEL) |
| 7 september 2010 EK-kwalificatie № 196 «onderlinge duels» 17:00 uur |         | 27' Miroslav Stoch |           | Lokomotiv Stadion, Moskou Toeschouwers: 27.052 Scheidsrechter: Frank De Bleeckere (BEL) |

|                                                                   |                                        |       |                                                              |                                                                             |
| 8 oktober 2010 EK-kwalificatie № 197 «onderlinge duels» 19:45 uur | Ierland                                | 2 – 3 | Rusland                                                      | Aviva Stadion, Dublin Toeschouwers: 50.411 Scheidsrechter: Kevin Blom (NED) |
| 8 oktober 2010 EK-kwalificatie № 197 «onderlinge duels» 19:45 uur | Robbie Keane 72' (pen.) Shane Long 78' |       | 11' Aleksandr Kerzjakov 28' Alan Dzagojev 50' Roman Sjirokov | Aviva Stadion, Dublin Toeschouwers: 50.411 Scheidsrechter: Kevin Blom (NED) |

|                                                                    |           |                        |         |                                                                                       |
| 12 oktober 2010 EK-kwalificatie № 198 «onderlinge duels» 19:45 uur | Macedonië | 0 – 1                  | Rusland | Philip II Arena, Skopje Toeschouwers: 17.000 Scheidsrechter: Stefan Johannesson (SWE) |
| 12 oktober 2010 EK-kwalificatie № 198 «onderlinge duels» 19:45 uur |           | 8' Aleksandr Kerzjakov |         | Philip II Arena, Skopje Toeschouwers: 17.000 Scheidsrechter: Stefan Johannesson (SWE) |

|                                                                  |         |       |         |                                                                           |
| 26 maart 2011 EK-kwalificatie № 201 «onderlinge duels» 16:00 uur | Armenië | 0 – 0 | Rusland | Hrazdan, Yerevan Toeschouwers: 14.800 Scheidsrechter: Craig Thomson (SCO) |
| 26 maart 2011 EK-kwalificatie № 201 «onderlinge duels» 16:00 uur |         |       |         | Hrazdan, Yerevan Toeschouwers: 14.800 Scheidsrechter: Craig Thomson (SCO) |

|                                                                |                                                                                   |       |                     |                                                                                                |
| 4 juni 2011 EK-kwalificatie № 203 «onderlinge duels» 16:00 uur | Rusland                                                                           | 3 – 1 | Armenië             | Petrovskiy Stadion, Sint-Petersburg Toeschouwers: 20.500 Scheidsrechter: Stéphane Lannoy (FRA) |
| 4 juni 2011 EK-kwalificatie № 203 «onderlinge duels» 16:00 uur | Roman Pavljoetsjenko 26' Roman Pavljoetsjenko 59' Roman Pavljoetsjenko 73' (pen.) |       | 25' Markos Pizzelli | Petrovskiy Stadion, Sint-Petersburg Toeschouwers: 20.500 Scheidsrechter: Stéphane Lannoy (FRA) |

|                                                                     |                  |       |           |                                                                                                |
| 2 september 2011 EK-kwalificatie № 206 «onderlinge duels» 18:00 uur | Rusland          | 1 – 0 | Macedonië | Olympisch Stadion Loezjniki, Moskou Toeschouwers: 30.000 Scheidsrechter: Bülent Yıldırım (TUR) |
| 2 september 2011 EK-kwalificatie № 206 «onderlinge duels» 18:00 uur | Igor Semsjov 41' |       |           | Olympisch Stadion Loezjniki, Moskou Toeschouwers: 30.000 Scheidsrechter: Bülent Yıldırım (TUR) |

|                                                                     |         |       |         |                                                                                            |
| 6 september 2011 EK-kwalificatie № 207 «onderlinge duels» 17:00 uur | Rusland | 0 – 0 | Ierland | Olympisch Stadion Loezjniki, Moskou Toeschouwers: 48.717 Scheidsrechter: Felix Brych (GER) |
| 6 september 2011 EK-kwalificatie № 207 «onderlinge duels» 17:00 uur |         |       |         | Olympisch Stadion Loezjniki, Moskou Toeschouwers: 48.717 Scheidsrechter: Felix Brych (GER) |

|                                                                   |           |                   |         |                                                                                      |
| 7 oktober 2011 EK-kwalificatie № 208 «onderlinge duels» 20:15 uur | Slowakije | 0 – 1             | Rusland | Štadión pod Dubňom, Žilina Toeschouwers: 10.087 Scheidsrechter: Jonas Eriksson (SWE) |
| 7 oktober 2011 EK-kwalificatie № 208 «onderlinge duels» 20:15 uur |           | 71' Alan Dzagojev |         | Štadión pod Dubňom, Žilina Toeschouwers: 10.087 Scheidsrechter: Jonas Eriksson (SWE) |

|                                                                    | |       |         |                                                                                           |
| 11 oktober 2011 EK-kwalificatie № 209 «onderlinge duels» 19:45 uur | Rusland | 6 – 0 | Andorra | Olympisch Stadion Loezjniki, Moskou Toeschouwers: 38.790 Scheidsrechter: Eli Hacmon (ISR) |
| 11 oktober 2011 EK-kwalificatie № 209 «onderlinge duels» 19:45 uur | Alan Dzagojev 5' Sergej Ignasjevitsj 26' Roman Pavljoetsjenko 30' Alan Dzagojev 44' Denis Gloesjakov 59' Dinijar Biljaletdinov 78' |       |         | Olympisch Stadion Loezjniki, Moskou Toeschouwers: 38.790 Scheidsrechter: Eli Hacmon (ISR) |

### Eindstand Groep B
| Land      | Wed | Win | Gel | Ver | DV | DT | +/− | Pnt |
| --------- | --- | --- | --- | --- | -- | -- | --- | --- |
| Rusland   | 10  | 7   | 2   | 1   | 17 | 4  | +13 | 23  |
| Ierland   | 10  | 6   | 3   | 1   | 15 | 7  | +8  | 21  |
| Armenië   | 10  | 5   | 2   | 3   | 22 | 10 | +12 | 17  |
| Slowakije | 10  | 4   | 3   | 3   | 7  | 10 | −3  | 15  |
| Macedonië | 10  | 2   | 2   | 6   | 8  | 14 | −6  | 8   |
| Andorra   | 10  | 0   | 0   | 10  | 1  | 25 | −24 | 0   |

## Oefenduels
Rusland speelde vier oefeninterlands ter voorbereiding op het EK voetbal in Polen en Oekraïne.
|                                                                  |            |                                       |         |                                                                          |
| 29 februari Vriendschappelijk № 211 «onderlinge duels» 18:45 uur | Denemarken | 0 – 2                                 | Rusland | Parken, Kopenhagen Toeschouwers: 13.593 Scheidsrechter: István Vad (HUN) |
| 29 februari Vriendschappelijk № 211 «onderlinge duels» 18:45 uur |            | 4' Roman Sjirokov 45' Andrej Arsjavin |         | Parken, Kopenhagen Toeschouwers: 13.593 Scheidsrechter: István Vad (HUN) |

|                                                             |                         |       |                 |                                                                                 |
| 24 mei Vriendschappelijk № 212 «onderlinge duels» 18:45 uur | Rusland                 | 1 – 1 | Uruguay         | Lokomotiv Stadion, Moskou Toeschouwers: 20.000 Scheidsrechter: Kevin Blom (NED) |
| 24 mei Vriendschappelijk № 212 «onderlinge duels» 18:45 uur | Aleksandr Kerzjakov 49' |       | 48' Luis Suárez | Lokomotiv Stadion, Moskou Toeschouwers: 20.000 Scheidsrechter: Kevin Blom (NED) |

|                                                             |          |       |         |                                                                                           |
| 29 mei Vriendschappelijk № 213 «onderlinge duels» 19:45 uur | Litouwen | 0 – 0 | Rusland | Centre Sportif de Colovray, Nyon Toeschouwers: 1.000 Scheidsrechter: Mauro Bergonzi (ITA) |
| 29 mei Vriendschappelijk № 213 «onderlinge duels» 19:45 uur |          |       |         | Centre Sportif de Colovray, Nyon Toeschouwers: 1.000 Scheidsrechter: Mauro Bergonzi (ITA) |

|                                                             |        |                                                               |         |                                                                             |
| 1 juni Vriendschappelijk № 214 «onderlinge duels» 20:45 uur | Italië | 0 – 3                                                         | Rusland | Letzigrund, Zürich Toeschouwers: 20.000 Scheidsrechter: Nikolaj Hänni (SUI) |
| 1 juni Vriendschappelijk № 214 «onderlinge duels» 20:45 uur |        | 60' Aleksandr Kerzjakov 75' Roman Sjirokov 89' Roman Sjirokov |         | Letzigrund, Zürich Toeschouwers: 20.000 Scheidsrechter: Nikolaj Hänni (SUI) |

## Europees kampioenschap
Rusland werd bij de loting op 2 december 2011 ingedeeld in Groep A. Aan deze groep werden gedurende de loting Polen, Griekenland en Tsjechië toegevoegd.

### Wedstrijden
|                                                                |                                                                                 |       |                  |                                                                                 |
| 8 juni EK-eindronde Groep A № 215 «onderlinge duels» 20:45 uur | Rusland                                                                         | 4 – 1 | Tsjechië         | Stadion Miejski, Wrocław Toeschouwers: 40.000 Scheidsrechter: Howard Webb (ENG) |
| 8 juni EK-eindronde Groep A № 215 «onderlinge duels» 20:45 uur | Alan Dzagojev 15' Roman Sjirokov 24' Alan Dzagojev 79' Roman Pavljoetsjenko 82' |       | 52' Václav Pilař | Stadion Miejski, Wrocław Toeschouwers: 40.000 Scheidsrechter: Howard Webb (ENG) |

|                                                                 |                          |       |                   |                                                                                       |
| 12 juni EK-eindronde Groep A № 216 «onderlinge duels» 20:45 uur | Polen                    | 1 – 1 | Rusland           | Nationaal Stadion, Warschau Toeschouwers: 55.920 Scheidsrechter: Wolfgang Stark (GER) |
| 12 juni EK-eindronde Groep A № 216 «onderlinge duels» 20:45 uur | Jakub Błaszczykowski 57' |       | 37' Alan Dzagojev | Nationaal Stadion, Warschau Toeschouwers: 55.920 Scheidsrechter: Wolfgang Stark (GER) |

|                                                                 |                          |       |         |                                                                                       |
| 16 juni EK-eindronde Groep A № 217 «onderlinge duels» 20:45 uur | Griekenland              | 1 – 0 | Rusland | Nationaal Stadion, Warschau Toeschouwers: 55.614 Scheidsrechter: Jonas Eriksson (SWE) |
| 16 juni EK-eindronde Groep A № 217 «onderlinge duels» 20:45 uur | Giorgos Karagounis 45+2' |       |         | Nationaal Stadion, Warschau Toeschouwers: 55.614 Scheidsrechter: Jonas Eriksson (SWE) |

### Groep A
| Land        | Wed | Win | Gel | Ver | DV | DT | +/− | Pnt |
| ----------- | --- | --- | --- | --- | -- | -- | --- | --- |
| Tsjechië    | 3   | 2   | 0   | 1   | 4  | 5  | −1  | 6   |
| Griekenland | 3   | 1   | 1   | 1   | 3  | 3  | 0   | 4   |
| Rusland     | 3   | 1   | 1   | 1   | 5  | 3  | +2  | 4   |
| Polen       | 3   | 0   | 2   | 1   | 2  | 3  | −1  | 2   |

## Selectie
Bondscoach Dick Advocaat maakte als een van de eerste coaches van de deelnemende landen aan het kampioenschap zijn selectie bekend. Op 26 mei 2012, drie dagen voor de deadline, maakte hij kort na de oefenwedstrijd tegen Uruguay (1-1) duidelijk welke 23 spelers hij mee zou gaan nemen naar het toernooi. Er waren vrijwel geen opmerkelijke toevoegingen aan het team en het leek sterk op de formatie van Guus Hiddink uit 2008, waarmee hij de halve finales bereikte.
| No. | Naam                  | Club                       | Positie      | W |   |   | D | A |   |   |   |
| --- | --------------------- | -------------------------- | ------------ | - | - | - | - | - | - | - | - |
| 1   | Igor Akinfejev        | FK CSKA Moskou             | Doelman      | 0 | 0 | 0 | 0 | 0 | 0 | 0 | 0 |
| 13  | Anton Sjoenin         | Dinamo Moskou              | Doelman      | 0 | 0 | 0 | 0 | 0 | 0 | 0 | 0 |
| 16  | Vjatsjeslav Malafejev | FK Zenit Sint-Petersburg   | Doelman      | 3 | 0 | 0 | 0 | 0 | 0 | 0 | 0 |
| 2   | Aleksandr Anjoekov    | FK Zenit Sint-Petersburg   | Verdediger   | 3 | 0 | 1 | 0 | 0 | 1 | 0 | 0 |
| 3   | Roman Sjaronov        | Roebin Kazan               | Verdediger   | 0 | 0 | 0 | 0 | 0 | 0 | 0 | 0 |
| 4   | Sergej Ignasjevitsj   | FK CSKA Moskou             | Verdediger   | 3 | 0 | 0 | 0 | 0 | 0 | 0 | 0 |
| 5   | Joeri Zjirkov         | Anzji Machatsjkala         | Verdediger   | 3 | 0 | 0 | 0 | 0 | 1 | 0 | 0 |
| 6   | Roman Sjirokov        | FK Zenit Sint-Petersburg   | Middenvelder | 3 | 0 | 0 | 1 | 0 | 0 | 0 | 0 |
| 7   | Igor Denisov          | FK Zenit Sint-Petersburg   | Middenvelder | 3 | 0 | 0 | 0 | 0 | 1 | 0 | 0 |
| 8   | Konstantin Zyrjanov   | FK Zenit Sint-Petersburg   | Middenvelder | 2 | 0 | 0 | 0 | 0 | 0 | 0 | 0 |
| 9   | Marat Izmailov        | Sporting Clube de Portugal | Middenvelder | 2 | 2 | 0 | 0 | 0 | 0 | 0 | 0 |
| 10  | Andrej Arsjavin       | Arsenal FC                 | Aanvaller    | 3 | 0 | 0 | 0 | 3 | 0 | 0 | 0 |
| 11  | Aleksandr Kerzjakov   | FK Zenit Sint-Petersburg   | Aanvaller    | 3 | 0 | 3 | 0 | 1 | 0 | 0 | 0 |
| 12  | Aleksej Berezoetski   | FK CSKA Moskou             | Verdediger   | 3 | 0 | 0 | 0 | 0 | 0 | 0 | 0 |
| 14  | Roman Pavljoetsjenko  | Lokomotiv Moskou           | Aanvaller    | 3 | 3 | 0 | 1 | 1 | 0 | 0 | 0 |
| 15  | Dmitri Kombarov       | Spartak Moskou             | Verdediger   | 0 | 0 | 0 | 0 | 0 | 0 | 0 | 0 |
| 17  | Alan Dzagojev         | FK CSKA Moskou             | Middenvelder | 3 | 0 | 2 | 3 | 0 | 2 | 0 | 0 |
| 18  | Aleksandr Kokorin     | Dinamo Moskou              | Aanvaller    | 1 | 1 | 0 | 0 | 0 | 0 | 0 | 0 |
| 19  | Vladimir Granat       | Dinamo Moskou              | Verdediger   | 0 | 0 | 0 | 0 | 0 | 0 | 0 | 0 |
| 20  | Pavel Pogrebnjak      | Fulham FC                  | Aanvaller    | 1 | 1 | 0 | 0 | 0 | 1 | 0 | 0 |
| 21  | Kirill Nababkin       | FK CSKA Moskou             | Verdediger   | 0 | 0 | 0 | 0 | 0 | 0 | 0 | 0 |
| 22  | Denis Gloesjakov      | Lokomotiv Moskou           | Middenvelder | 1 | 0 | 1 | 0 | 0 | 0 | 0 | 0 |
| 23  | Igor Semsjov          | Dinamo Moskou              | Middenvelder | 0 | 0 | 0 | 0 | 0 | 0 | 0 | 0 |

| W | Wedstrijden        |
|   | Invalbeurten       |
|   | Gewisseld          |
| D | Doelpunten         |
| A | Assists/Voorzetten |
|   | Gele kaarten       |
|   | 2 x geel = rood    |
|   | Rode kaarten       |

Groep A:  Polen ·  Griekenland ·  Rusland ·  Tsjechië
Groep B:  Nederland ·  Duitsland ·  Portugal ·  Denemarken
Groep C:  Spanje ·  Italië ·  Kroatië ·  Ierland
Groep D:  Oekraïne ·  Zweden ·  Frankrijk ·  Engeland
RFS · A-internationals · Bondscoaches · Selecties · Statistieken · Russisch vrouwenelftal · Rusland U21 · Rusland U20 · Rusland U19 · Rusland U18 · Rusland U17 · Rusland U16
1912 – 1914 · 
1992 – 1999 · 
2000 – 2009 · 
2010 – 2019 ·
2020 − 2029
EK 1992** · 
EK 1996 · 
EK 2004 · 
EK 2008 · 
EK 2012 · 
EK 2016 · 
EK 2020
WK 1994 · 
WK 1998 · 
WK 2002 · 
WK 2006 · 
WK 2010 · 
WK 2014 · 
WK 2018
OS 1912
1912 · 
1913 · 
1914 · 
1915–1991 · 
1992 · 
1993 · 
1994 · 
1995 · 
1996 · 
1997 · 
1998 · 
1999 · 
2000 · 
2001 · 
2002 · 
2003 · 
2004 · 
2005 · 
2006 · 
2007 · 
2008 · 
2009 · 
2010 · 
2011 · 
2012 · 
2013 · 
2014 · 
2015 · 
2016 · 
2017 · 
2018 ·
2019 ·
2020 ·
2021 ·
2022 ·
2023 ·
2024 ·
2025
Albanië ·
Algerije ·
Andorra · 
Argentinië ·
Armenië · 
Azerbeidzjan · 
België ·
Bolivia · 
Brazilië ·
Brunei ·
Bulgarije · 
Chili ·
Costa Rica ·
Cuba ·
Cyprus · 
Denemarken · 
Duitsland · 
Egypte ·
Engeland ·
El Salvador ·
Estland · 
Faeröer · 
 Finland · 
Frankrijk · 
Georgië · 
Ghana ·
Grenada ·
Griekenland · 
Hongarije ·
Ierland ·
IJsland ·
Irak ·
Iran ·
Israël · 
Italië ·
Ivoorkust ·
Japan ·
Joegoslavië ·
Kameroen ·
Kazachstan ·
Kenia ·
Kirgizië ·
Kroatië · 
Letland · 
Liechtenstein · 
Litouwen · 
Luxemburg ·  
Malta ·
Marokko · 
Mexico · 
Moldavië · 
Montenegro · 
Nederland · 
Nieuw-Zeeland ·
Noord-Ierland · 
Noord-Macedonië ·
Noorwegen · 
Oekraïne · 
Oezbekistan ·
Oostenrijk · 
Polen ·
Portugal ·
Qatar · 
Roemenië · 
San Marino · 
Saoedi-Arabië · 
Schotland · 
Servië · 
Slovenië · 
Slowakije · 
Spanje · 
Syrië ·
Tadzjikistan ·
Tsjechië · 
Tunesië ·
Turkije ·
Uruguay · 
Verenigde Arabische Emiraten · 
Verenigde Staten ·
Vietnam  ·
Wales · 
Wit-Rusland ·
Zuid-Korea · 
Zweden · 
Zwitserland
Algerije (2014) · 
België (2014) · 
België (2021) · 
Denemarken (2021) ·
Egypte (2018) ·
Engeland (2016) ·
Finland (2021) ·
Griekenland (2008) ·
Griekenland (2012) ·
Kroatië (2018) ·
Nederland (2008) ·
Polen (2012) ·
Saoedi-Arabië (2018) ·
Slowakije (2016) ·
Spanje (2008, groepsfase) ·
Spanje (2008, halve finale) ·
Spanje (2018) ·
Tsjechië (2012) ·
Uruguay (2018) ·
Wales (2016) ·
Zuid-Korea (2014) ·
Zweden (2008)
** = Onder de naam Gemenebest van Onafhankelijke Staten